# Récepteur de la TSH
Le récepteur de la TSH, ou récepteur de la thyréostimuline, est un récepteur membranaire couplé à la protéine Gs, présent essentiellement à la surface des cellules folliculaires de la thyroïde où il a pour fonction de stimuler la production d'hormones thyroïdiennes, c'est-à-dire de la thyroxine (T4) et de la triiodothyronine (T3). Son gène est le TSHR situé sur le chromosome 14 humain.
La liaison d'une molécule de TSH à une protéine G active l'adénylate cyclase, qui convertit l'ATP en AMP cyclique à l'intérieur des cellules folliculaires, ce qui a pour effet d'activer le pompage des anions iodure I−, la biosynthèse de la thyroglobuline, l'activation de la thyroperoxydase, l'endocytose de la colloïde et sa protéolyse dans les lysosomes pour permettre l'exocytose des hormones elles-mêmes.